# Лява-Река

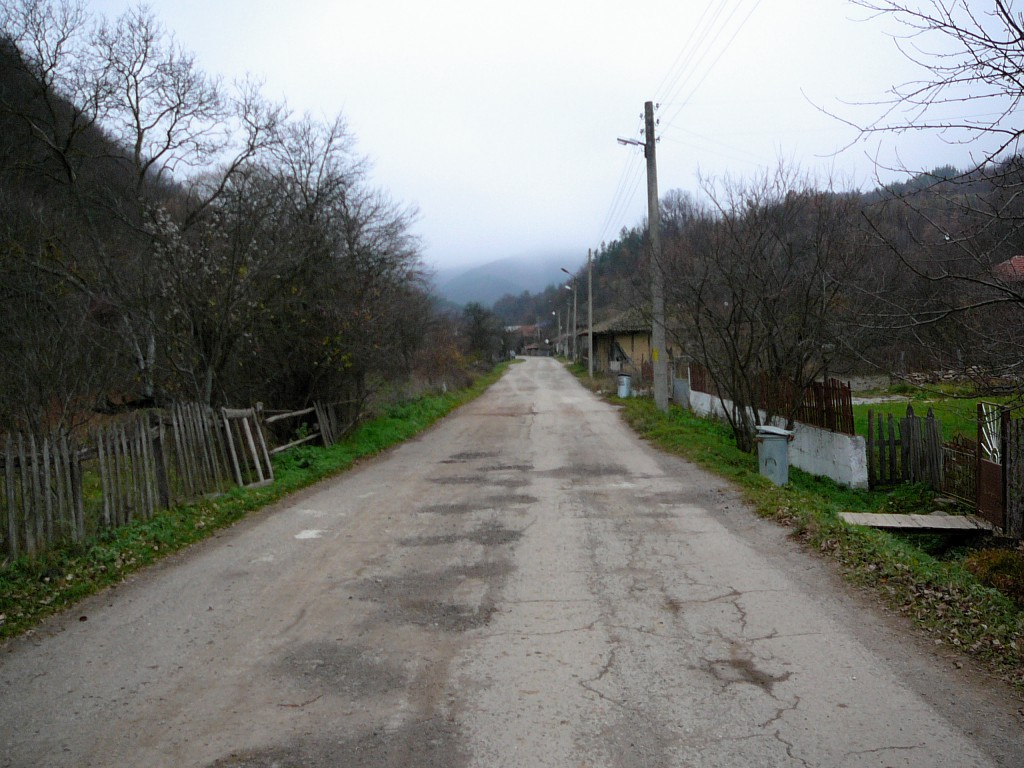
Фото села

Лява-Река (болг. Лява река) — село в Болгарии. Находится в Старозагорской области, входит в общину Гурково. Население составляет 33 человека.

## Политическая ситуация
Лява-Река подчиняется непосредственно общине и не имеет своего кмета.
Кмет (мэр) общины Гурково — Стоян Бонев Николов (Болгарская социалистическая партия (БСП)) по результатам выборов в правление общины.